# Inadiatafane
Inadiatafane es una comuna o municipio del círculo de Gurma-Rharus de la región de Tombuctú, en Malí. En abril de 2009 tenía una población censada de 3557 habitantes.
Se encuentra ubicada en el centro-este del país y al sur de la región de Tombuctú, en la zona de la sabana inundada del delta interior del Níger-Bani, cerca de la frontera con Burkina Faso.